# 10e étape du Tour d'Italie 2025
Pour un article plus général, voir Tour d'Italie 2025.
La 10e étape du Tour d'Italie 2025 se déroule le mardi 20 mai 2025 entre Lucques et Pise, en Toscane, sur une distance de 28,6 km disputée en contre-la-montre individuel.

## Parcours
Partant des remparts de Lucques, ce chrono comporte une légère montée à mi-parcours et rejoint Pise où la ligne d'arrivée est tracée à côté de la célèbre tour penchée.

## Déroulement de la course
La pluie fait son apparition en cours d'étape et avantage les coureurs partis les premiers sur des routes sèches de ce contre-la-montre.

## Résultats

### Classement de l'étape
| \| Classement de l'étape \| Classement de l'étape \| Classement de l'étape \| Classement de l'étape \| Classement de l'étape \| \| Coureur \| Coureur \| Pays \| Équipe \| Temps \| \| --------------------- \| --------------------- \| --------------------- \| -------------------------- \| --------------------- \| \| 1er \| Daan Hoole \| Pays-Bas \| Lidl-Trek \| 32 min 30 s \| \| 2e \| Joshua Tarling \| Royaume-Uni \| Ineos Grenadiers \| + 7 s \| \| 3e \| Ethan Hayter \| Royaume-Uni \| Soudal Quick-Step \| + 10 s \| \| 4e \| Mattia Cattaneo \| Italie \| Soudal Quick-Step \| + 23 s \| \| 5e \| Edoardo Affini \| Italie \| Team Visma \\| Lease a Bike \| + 24 s \| \| 6e \| Jay Vine \| Australie \| UAE Team Emirates XRG \| + 37 s \| \| 7e \| Luke Plapp \| Australie \| Team Jayco AlUla \| + 44 s \| \| 8e \| Marco Frigo \| Italie \| Israel-Premier Tech \| + 47 s \| \| 9e \| Michael Hepburn \| Australie \| Team Jayco AlUla \| + 50 s \| \| 10e \| Xabier Mikel Azparren \| Espagne \| Q36.5 Pro Cycling Team \| + 54 s \| |                       |             |                            |             |
| |                       |             |                            |             |
| Source : ProCyclingStats |                       |             |                            |             |
| Classement de l'étape |                       |             |                            |             |
| Coureur | Coureur               | Pays        | Équipe                     | Temps       |
| 1er | Daan Hoole            | Pays-Bas    | Lidl-Trek                  | 32 min 30 s |
| 2e | Joshua Tarling        | Royaume-Uni | Ineos Grenadiers           | + 7 s       |
| 3e | Ethan Hayter          | Royaume-Uni | Soudal Quick-Step          | + 10 s      |
| 4e | Mattia Cattaneo       | Italie      | Soudal Quick-Step          | + 23 s      |
| 5e | Edoardo Affini        | Italie      | Team Visma \| Lease a Bike | + 24 s      |
| 6e | Jay Vine              | Australie   | UAE Team Emirates XRG      | + 37 s      |
| 7e | Luke Plapp            | Australie   | Team Jayco AlUla           | + 44 s      |
| 8e | Marco Frigo           | Italie      | Israel-Premier Tech        | + 47 s      |
| 9e | Michael Hepburn       | Australie   | Team Jayco AlUla           | + 50 s      |
| 10e | Xabier Mikel Azparren | Espagne     | Q36.5 Pro Cycling Team     | + 54 s      |

### Points attribués pour le classement par points
| \| Arrivée d'étape Pise (km 28,6) \| Arrivée d'étape Pise (km 28,6) \| Arrivée d'étape Pise (km 28,6) \| Arrivée d'étape Pise (km 28,6) \| Arrivée d'étape Pise (km 28,6) \| \| ------------------------------ \| ------------------------------ \| ------------------------------ \| ------------------------------ \| ------------------------------ \| \| \| Coureur \| Pays \| Équipe \| Point(s) \| \| 1er \| Daan Hoole \| Pays-Bas \| Lidl-Trek \| 15 \| \| 2e \| Joshua Tarling \| Grande-Bretagne \| Ineos Grenadiers \| 12 \| \| 3e \| Ethan Hayter \| Grande-Bretagne \| Soudal Quick-Step \| 9 \| \| 4e \| Mattia Cattaneo \| Italie \| Soudal Quick-Step \| 7 \| \| 5e \| Edoardo Affini \| Italie \| Team Visma - Lease a Bike \| 6 \| \| 6e \| Jay Vine \| Australie \| UAE Team Emirates XRG \| 5 \| \| 7e \| Luke Plapp \| Australie \| Team Jayco AlUla \| 4 \| \| 8e \| Marco Frigo \| Italie \| Israel - Premier Tech \| 3 \| \| 9e \| Michael Hepburn \| Australie \| Team Jayco AlUla \| 2 \| \| 10e \| Xabier Mikel Azparren \| Espagne \| Q36.5 Pro Cycling Team \| 1 \| \| modifier \| \| \| \| \| |                       |                 |                           |          |
| Arrivée d'étape Pise (km 28,6) |                       |                 |                           |          |
| | Coureur               | Pays            | Équipe                    | Point(s) |
| 1er | Daan Hoole            | Pays-Bas        | Lidl-Trek                 | 15       |
| 2e | Joshua Tarling        | Grande-Bretagne | Ineos Grenadiers          | 12       |
| 3e | Ethan Hayter          | Grande-Bretagne | Soudal Quick-Step         | 9        |
| 4e | Mattia Cattaneo       | Italie          | Soudal Quick-Step         | 7        |
| 5e | Edoardo Affini        | Italie          | Team Visma - Lease a Bike | 6        |
| 6e | Jay Vine              | Australie       | UAE Team Emirates XRG     | 5        |
| 7e | Luke Plapp            | Australie       | Team Jayco AlUla          | 4        |
| 8e | Marco Frigo           | Italie          | Israel - Premier Tech     | 3        |
| 9e | Michael Hepburn       | Australie       | Team Jayco AlUla          | 2        |
| 10e | Xabier Mikel Azparren | Espagne         | Q36.5 Pro Cycling Team    | 1        |
| modifier |                       |                 |                           |          |

## Classements à l'issue de l'étape

### Classement général
| \| Classement général \| Classement général \| Classement général \| Classement général \| Classement général \| \| Coureur \| Coureur \| Pays \| Équipe \| Temps \| \| ------------------ \| ------------------ \| ------------------ \| -------------------------- \| ------------------ \| \| 1er \| Isaac Del Toro \| Mexique \| UAE Team Emirates XRG \| 34 h 11 min 37 s \| \| 2e \| Juan Ayuso \| Espagne \| UAE Team Emirates XRG \| + 25 s \| \| 3e \| Antonio Tiberi \| Italie \| Bahrain Victorious \| + 1 min 01 s \| \| 4e \| Simon Yates \| Royaume-Uni \| Team Visma \\| Lease a Bike \| + 1 min 03 s \| \| 5e \| Primož Roglič \| Slovénie \| Red Bull-Bora-Hansgrohe \| + 1 min 18 s \| \| 6e \| Brandon McNulty \| États-Unis \| UAE Team Emirates XRG \| + 2 min 00 s \| \| 7e \| Adam Yates \| Royaume-Uni \| UAE Team Emirates XRG \| + 2 min 06 s \| \| 8e \| Giulio Ciccone \| Italie \| Lidl-Trek \| + 2 min 08 s \| \| 9e \| Richard Carapaz \| Équateur \| EF Education-EasyPost \| + 2 min 10 s \| \| 10e \| Thymen Arensman \| Pays-Bas \| Ineos Grenadiers \| + 2 min 27 s \| |                 |             |                            |                  |
| |                 |             |                            |                  |
| Source : ProCyclingStats |                 |             |                            |                  |
| Classement général |                 |             |                            |                  |
| Coureur | Coureur         | Pays        | Équipe                     | Temps            |
| 1er | Isaac Del Toro  | Mexique     | UAE Team Emirates XRG      | 34 h 11 min 37 s |
| 2e | Juan Ayuso      | Espagne     | UAE Team Emirates XRG      | + 25 s           |
| 3e | Antonio Tiberi  | Italie      | Bahrain Victorious         | + 1 min 01 s     |
| 4e | Simon Yates     | Royaume-Uni | Team Visma \| Lease a Bike | + 1 min 03 s     |
| 5e | Primož Roglič   | Slovénie    | Red Bull-Bora-Hansgrohe    | + 1 min 18 s     |
| 6e | Brandon McNulty | États-Unis  | UAE Team Emirates XRG      | + 2 min 00 s     |
| 7e | Adam Yates      | Royaume-Uni | UAE Team Emirates XRG      | + 2 min 06 s     |
| 8e | Giulio Ciccone  | Italie      | Lidl-Trek                  | + 2 min 08 s     |
| 9e | Richard Carapaz | Équateur    | EF Education-EasyPost      | + 2 min 10 s     |
| 10e | Thymen Arensman | Pays-Bas    | Ineos Grenadiers           | + 2 min 27 s     |

### Classement par points
| Classement par points | Classement par points | Classement par points | Classement par points      | Classement par points |
| Coureur               | Coureur               | Pays                  | Équipe                     | Points                |
| --------------------- | --------------------- | --------------------- | -------------------------- | --------------------- |
| 1er                   | Mads Pedersen         | Danemark              | Lidl-Trek                  | 153 pts               |
| 2e                    | Alessandro Tonelli    | Italie                | Team Polti VisitMalta      | 59 pts                |
| 3e                    | Olav Kooij            | Pays-Bas              | Team Visma \| Lease a Bike | 55 pts                |
| 4e                    | Casper van Uden       | Pays-Bas              | Team Picnic-PostNL         | 50 pts                |
| 5e                    | Wout van Aert         | Belgique              | Team Visma \| Lease a Bike | 43 pts                |
| 6e                    | Orluis Aular          | Venezuela             | Movistar Team              | 42 pts                |
| 7e                    | Edoardo Zambanini     | Italie                | Bahrain Victorious         | 41 pts                |
| 8e                    | Isaac Del Toro        | Mexique               | UAE Team Emirates XRG      | 36 pts                |
| 9e                    | Taco van der Hoorn    | Pays-Bas              | Intermarché-Wanty          | 34 pts                |
| 10e                   | Tom Pidcock           | Royaume-Uni           | Q36.5 Pro Cycling Team     | 31 pts                |

### Classement de la montagne
| Classement de la montagne | Classement de la montagne | Classement de la montagne | Classement de la montagne     | Classement de la montagne |
| Coureur                   | Coureur                   | Pays                      | Équipe                        | Points                    |
| ------------------------- | ------------------------- | ------------------------- | ----------------------------- | ------------------------- |
| 1er                       | Lorenzo Fortunato         | Italie                    | XDS Astana Team               | 98 pts                    |
| 2e                        | Juan Ayuso                | Espagne                   | UAE Team Emirates XRG         | 50 pts                    |
| 3e                        | Paul Double               | Royaume-Uni               | Team Jayco AlUla              | 36 pts                    |
| 4e                        | Manuele Tarozzi           | Italie                    | VF Group-Bardiani CSF-Faizanè | 32 pts                    |
| 5e                        | Isaac Del Toro            | Mexique                   | UAE Team Emirates XRG         | 25 pts                    |
| 6e                        | Sylvain Moniquet          | Belgique                  | Cofidis                       | 22 pts                    |
| 7e                        | Egan Bernal               | Colombie                  | Ineos Grenadiers              | 19 pts                    |
| 8e                        | Romain Bardet             | France                    | Team Picnic-PostNL            | 18 pts                    |
| 9e                        | Taco van der Hoorn        | Pays-Bas                  | Intermarché-Wanty             | 18 pts                    |
| 10e                       | Diego Ulissi              | Italie                    | XDS Astana Team               | 17 pts                    |

### Classement du meilleur jeune
| Classement du meilleur jeune | Classement du meilleur jeune | Classement du meilleur jeune | Classement du meilleur jeune | Classement du meilleur jeune |
| Coureur                      | Coureur                      | Pays                         | Équipe                       | Temps                        |
| ---------------------------- | ---------------------------- | ---------------------------- | ---------------------------- | ---------------------------- |
| 1er                          | Isaac Del Toro               | Mexique                      | UAE Team Emirates XRG        | 34 h 11 min 37 s             |
| 2e                           | Juan Ayuso                   | Espagne                      | UAE Team Emirates XRG        | + 25 s                       |
| 3e                           | Antonio Tiberi               | Italie                       | Bahrain Victorious           | + 1 min 01 s                 |
| 4e                           | Mathias Vacek                | Tchéquie                     | Lidl-Trek                    | + 3 min 43 s                 |
| 5e                           | Giulio Pellizzari            | Italie                       | Red Bull-Bora-Hansgrohe      | + 3 min 43 s                 |
| 6e                           | Davide Piganzoli             | Italie                       | Team Polti VisitMalta        | + 3 min 53 s                 |
| 7e                           | Max Poole                    | Royaume-Uni                  | Team Picnic-PostNL           | + 4 min 17 s                 |
| 8e                           | Martin Tjøtta                | Norvège                      | Arkéa-B&B Hotels             | + 10 min 39 s                |
| 9e                           | Embret Svestad-Bårdseng      | Norvège                      | Arkéa-B&B Hotels             | + 10 min 47 s                |
| 10e                          | Edoardo Zambanini            | Italie                       | Bahrain Victorious           | + 14 min 28 s                |

### Classement par équipes
| Classement par équipes | Classement par équipes     | Classement par équipes | Classement par équipes |
| Équipe                 | Équipe                     | Pays                   | Temps                  |
| ---------------------- | -------------------------- | ---------------------- | ---------------------- |
| 1re                    | UAE Team Emirates XRG      | Émirats arabes unis    | 102 h 30 min 35 s      |
| 2e                     | Team Visma \| Lease a Bike | Pays-Bas               | + 12 min 54 s          |
| 3e                     | Lidl-Trek                  | États-Unis             | + 13 min 56 s          |
| 4e                     | Ineos Grenadiers           | Royaume-Uni            | + 16 min 59 s          |
| 5e                     | Bahrain-Victorious         | Bahreïn                | + 20 min 25 s          |
| 6e                     | XDS Astana Team            | Kazakhstan             | + 21 min 17 s          |
| 7e                     | Team Jayco AlUla           | Australie              | + 21 min 30 s          |
| 8e                     | Red Bull-BORA-hansgrohe    | Allemagne              | + 22 min 45 s          |
| 9e                     | Movistar Team              | Espagne                | + 30 min 32 s          |
| 10e                    | EF Education-EasyPost      | États-Unis             | + 30 min 44 s          |

## Abandons
Aucun abandon.

## Sanctions
| Coureur           | Équipe                  | Sanctions         | Raison |
| ----------------- | ----------------------- | ----------------- | --- |
| Lorenzo Fortunato | XDS Astana Team         | 200 CHF d'amende. | Art. 2.12.007 9.3 "Coureur ou équipe ne respectant pas les distances et les écarts réglementaires lors d'un contre-la-montre."                                                                                     |
|                   | EF Education - EasyPost | 500 CHF d'amende. | Art. 2.12.007 6.3 "Infraction aux dispositions réglementaires ou aux directives concernant la circulation des véhicules dans la course ou non- respect des instructions des commissaires et/ou de l’organisation." |
|                   | Q36.5 Pro Cycling Team  | 500 CHF d'amende. | Art. 2.12.007 6.3 "Infraction aux dispositions réglementaires ou aux directives concernant la circulation des véhicules dans la course ou non- respect des instructions des commissaires et/ou de l’organisation." |
|                   | Team Jayco AlUla        | 500 CHF d'amende. | Art. 2.12.007 6.3 "Infraction aux dispositions réglementaires ou aux directives concernant la circulation des véhicules dans la course ou non- respect des instructions des commissaires et/ou de l’organisation." |
|                   | Team Picnic PostNL      | 500 CHF d'amende. | Art. 2.12.007 6.3 "Infraction aux dispositions réglementaires ou aux directives concernant la circulation des véhicules dans la course ou non- respect des instructions des commissaires et/ou de l’organisation." |